# Aj (rijeka)
Rijeka Aj (ruski: Ай) teče kroz Baškiriju i Čeljabinsku oblast u Rusiji, lijeva je pritoka rijeke Ufe. Dugačka je 549 km, površina sliva je 15.000 km². Aj se zamrzne krajem listopada ili početkom studenog, a zamrznuta ostaje do sredine travnja. Grad Zlatoust leži na rijeci Aj.

## Vanjske poveznice
|  | Zajednički poslužitelj ima još gradiva o temi Aj (rijeka) |